# یوسف عبدلی
یوسف عبدلی (عربی: يوسف العبدلي؛ زادهٔ ۹ سپتامبر ۱۹۹۸) بازیکن فوتبال اهل تونس است.